# Abdullah Almalki
Abdullah Almalki (المهندس عبدالله المالكي en arabe), né en 1971, est un ingénieur canado-syrien qui a été détenu et torturé en Syrie pendant deux ans à partir de 2002 après que des responsables canadiens aient faussement informé les autorités syriennes qu'il présentait un danger de terrorisme. En effet, une commission d'enquête interne du gouvernement du Canada a conclu qu'Abdullah Almalki n'avait aucun lien avec le terrorisme et que sa torture en Syrie a été indirectement causée par des actions de responsables de la Gendarmerie royale du Canada (GRC). En 2017, le gouvernement du Canada lui a présenté une excuse officielle.

## Détention
En mai 2002, Abdullah Almalki se rendit en Syrie à partir de la Malaisie dans le but de rendre visite à sa grand-mère malade. Au moment de son arrivée, il a été arrêté à l'aéroport par les autorités syriennes. Durant sa détention, qui dura 22 mois, il a été sujet à de la maltraitance et des conditions inhumaines. Il a quitté la Syrie à la fin juillet 2004 et est revenu au Canada le mois suivant. Il n'a fait l'objet d'aucune accusation.
Une commission d'enquête interne du gouvernement du Canada a été menée par Frank Iacobucci pour examiner les actions des responsables canadiens par rapport à la détention d'Abdullah Almalki en Syrie. Le commissaire de l'enquête n'a pas réussi à conclure si l'information partagée par les responsables canadiens a contribué ou non à son arrestation par les autorités syriennes. L'enquête conclut que les sévices qu'a subit Abdullah Almalki durant sa détention en Syrie constituent de la torture au sens de la Convention contre la torture et autres peines ou traitements cruels, inhumains ou dégradants des Nations unies, dont le Canada est partie. Le commissaire conclut également que ces sévices ont résulté indirectement d'actions de responsables canadiens. Il s'agit de deux actions en particulier. La première a eu lieu en avril 2002 lorsque la Gendarmerie royale du Canada a partagé des informations au sujet d'Abdullah Almalki avec deux organismes des États-Unis. La seconde a eu lieu en janvier 2003 lorsque la GRC a envoyé des questions à poser à Abdullah Almalki au cours de sa détention en Syrie. Le commissaire conclut aussi que le ministère des Affaires étrangères et du Commerce international n'a pas agi assez rapidement lors de sa détention pour lui fournir des services consulaires et que les services fournis présentaient des manquements.